# 3-Chlorbenzoylchlorid
3-Chlorbenzoylchlorid ist eine organisch-chemische Verbindung aus der Stoffgruppe der chlorierten, aromatischen Carbonsäurechloride. Die Verbindung wird vor allem zur Herstellung von meta-Chlorperbenzoesäure (mCPBA), welche zur Epoxidierung von Alkenen eingesetzt wird, verwendet.

## Gewinnung und Darstellung
3-Chlorbenzoylchlorid kann durch Chlorierung von 3-Chlorbenzoesäure mit Thionylchlorid hergestellt werden.

## Eigenschaften

### Physikalische Eigenschaften
3-Chlorbenzoylchlorid hat eine relative Dichte des Dampf-Luft-Gemisches von 1,00 (Dichteverhältnis zu trockener Luft bei 20 °C und Normaldruck). Außerdem besitzt m-Chlorbenzoylchlorid einen relativ niedrigen Dampfdruck von ca. 0,5 hPa bei 20 °C.

### Chemische Eigenschaften
3-Chlorbenzoylchlorid ist eine brennbare, jedoch schwer entzündbare Flüssigkeit, die feuchtigkeitsempfindlich ist und sich somit in Wasser zersetzt. m-Chlorbenzoylchlorid ist weiterhin schwer bzw. sehr schwer flüchtig. Mit Alkali- bzw. Erdalkalimetallen, Alkoholen, Aminen, Basen, Oxidationsmitteln, Wasser, Dimethylsulfoxid und Metallen können gefährliche chemische Reaktionen eintreten.

## Verwendung
3-Chlorbenzoylchlorid findet Anwendung zur Herstellung von meta-Chlorperbenzoesäure (mCPBA) durch Reaktion mit Wasserstoffperoxid. mCPBA wiederum dient zur Epoxidierung von Alkenen.

## Sicherheitshinweise
Bei Aufnahme oder Verschlucken von 3-Chlorbenzoylchlorid kann es zu schweren Verätzungen der Haut sowie zu schweren Augenschäden kommen. Die Zündtemperatur ist größer als 500 °C. Der Stoff fällt somit in die Temperaturklasse T1. Mit einem Flammpunkt von 110 °C gilt 3-Chlorbenzoylchlorid als schwer entzündlich.